# Volkswagen Vehículos Comerciales
 Volkswagen Vehículos Comerciales (VWVC) (en alemán: Volkswagen Nutzfahrzeuge, pronunciado [ˈfɔlksˌvaːgən ˈnʊt͡sˌfaːɐ̯t͡sɔʏ̯ɡə]; abreviatura en alemán: VWN, pronunciado [faʊ̯ veː ʔɛn]) es un fabricante multinacional alemán de vehículos comerciales con sede central en Hannover, Baja Sajonia (Alemania), y una filial completamente propiedad del Grupo Volkswagen. Originalmente parte de Volkswagen Vehículos para Pasajeros, ha operado como una marca y empresa separada desde 1995.